# Paul Pietsch
Paul Pietsch (Friburgo de Brisgovia, 20 de junio de 1911-Titisee-Neustadt, 31 de mayo de 2012) fue un piloto de automovilismo y periodista alemán y fundador de la revista alemana Das Auto.

## Carrera

### Inicios
Pietsch comenzó su carrera automovilística en 1932 con Bugatti y Alfa Romeo, compitiendo con el primero en el Campeonato Europeo de Grand Prix.
En los Grandes Premios, obtuvo como resultados más destacables dos terceros puestos. El primero en el Gran Premio de Italia de 1935 y el segundo en el Gran Premio de Alemania de 1939.

### Fórmula 1
Cinco años después del término de la Segunda Guerra Mundial, Pietsch participó en la primera temporada de la Fórmula 1, en la última carrera del año, en el Gran Premio de Italia, donde se tuvo que retirar por problemas en el motor de su Maserati en la primera vuelta de carrera. Como un dato curioso, se convirtió en el primer piloto alemán en competir una carrera de Fórmula 1.
No sería hasta la siguiente temporada cuando volvería a participar en el campeonato del mundo, esta vez en el Gran Premio local, en Nürburgring. Desafortunadamente, aun habiendo conseguido un buen 7º puesto en parrilla tampoco pudo finalizar la carrera, en esta ocasión debido a un accidente.
Su última participación también tuvo lugar en el Gran Premio de Alemania, en este caso el de 1952. Pietsch repitió la séptima posición en parrilla, pero de nuevo tuvo que abandonar en su tercera y última carrera. Esta vez por un problema en la caja de cambios, habiendo completado apenas una vuelta.

## Muerte
Paul Pietsch murió de neumonía el 31 de mayo de 2012 a la edad de 100 años y 346 días, siendo en ese momento el antepenúltimo piloto en morir de todos los pilotos que participaron la primera temporada de la historia de la F1. Pocos años antes de morir, se había convertido en el piloto más longevo de todos los tiempos de la Fórmula 1 tras sobrepasar la edad de George Connor en 2006, un registro que lo mantuvo hasta 2021, cuando el británico Kenneth McAlpine, le superó.  

## Resultados

### Fórmula 1
(Clave) (negrita indica pole position) (cursiva indica vuelta rápida)

| Año     | Escudería           | 1   | 2   | 3   | 4   | 5   | 6       | 7       | 8   | Pos. | Puntos |
| ------- | ------------------- | --- | --- | --- | --- | --- | ------- | ------- | --- | ---- | ------ |
| 1950    | Paul Pietsch        | GBR | MON | 500 | SUI | BEL | FRA     | ITA Ret |     | NC   | 0      |
| 1951    | Alfa Romeo SpA      | SUI | 500 | BEL | FRA | GBR | GER Ret | ITA     | ESP | NC   | 0      |
| 1952    | Motor Presse Verlag | SUI | 500 | BEL | FRA | GBR | GER Ret | NED     | ITA | NC   | 0      |
| Fuente: |                     |     |     |     |     |     |         |         |     |      |        |

| Predecesor: Karl Kling | Piloto vivo más longevo de la Fórmula 1 18 de marzo de 2003-31 de mayo de 2012 | Sucesor: Robert Manzon |

| Predecesor: George Connor | Piloto más longevo de todos los tiempos de la F1 2 de febrero de 2006-2 de septiembre de 2021 | Sucesor: Kenneth McAlpine |